# Coppa Sudamericana 2019
La Coppa Sudamericana 2019 è stata la 18ª edizione della Coppa Sudamericana.
Il vincitore ha acquisito il diritto di disputare la Recopa Sudamericana 2020 e la Coppa Suruga Bank 2020. Inoltre la squadra vincente del torneo si è aggiudicato il diritto di partecipare alla Coppa Libertadores 2020.
Il sorteggio ha avuto luogo in Paraguay il 17 dicembre 2018. È stata la prima edizione del torneo in cui la finale si è giocata in campo neutro in gara unica. In questa edizione la finale si è giocata allo Stadio General Pablo Rojas, a Asunción.
Il trofeo è stato vinto, per la prima volta nella loro storia, dagli ecuadoriani dell'Independiente del Valle.

## Squadre
Al torneo partecipano 54 squadre di 10 federazioni (i 10 membri della CONMEBOL), i cui criteri di qualificazione sono determinati dalle singole federazioni nazionali.
| Nazione               | Squadra                         | Qualificazione                                                                                    |
| --------------------- | ------------------------------- | ------------------------------------------------------------------------------------------------- |
| Argentina (6 squadre) | Independiente (ARG 1)           | 6ª classificata della Primera División 2018                                                       |
| Argentina (6 squadre) | Racing Club (ARG 2)             | 7ª classificata della Primera División 2018                                                       |
| Argentina (6 squadre) | Defensa y Justicia (ARG 3)      | 9ª classificata della Primera División 2018                                                       |
| Argentina (6 squadre) | Unión (SF) (ARG 4)              | 10ª classificata della Primera División 2018                                                      |
| Argentina (6 squadre) | Colón (SF) (ARG 5)              | 11ª classificata della Primera División 2018                                                      |
| Argentina (6 squadre) | Argentinos Juniors (ARG 6)      | 12ª classificata della Primera División 2018                                                      |
| Bolivia (4 squadre)   | Royal Pari (BOL 1)              | 5ª squadra non qualificata nella classifica unita della Liga de Fútbol Profesional Boliviano 2018 |
| Bolivia (4 squadre)   | Oriente Petrolero (BOL 2)       | 6ª squadra non qualificata nella classifica unita della Liga de Fútbol Profesional Boliviano 2018 |
| Bolivia (4 squadre)   | Nacional Potosí (BOL 3)         | 7ª squadra non qualificata nella classifica unita della Liga de Fútbol Profesional Boliviano 2018 |
| Bolivia (4 squadre)   | Guabirá (BOL 4)                 | vincitore play-off qualificazione Coppa Sudamericana Apertura 2018                                |
| Brasile (6 squadre)   | Botafogo (BRA 1)                | 9ª classificata nel Campeonato Brasileiro Série A 2018                                            |
| Brasile (6 squadre)   | Santos (BRA 2)                  | 10ª classificata nel Campeonato Brasileiro Série A 2018                                           |
| Brasile (6 squadre)   | Bahia (BRA 3)                   | 11ª classificata nel Campeonato Brasileiro Série A 2018                                           |
| Brasile (6 squadre)   | Fluminense (BRA 4)              | 12ª classificata nel Campeonato Brasileiro Série A 2018                                           |
| Brasile (6 squadre)   | Corinthians (BRA 5)             | 13ª classificata nel Campeonato Brasileiro Série A 2018                                           |
| Brasile (6 squadre)   | Chapecoense (BRA 6)             | 14ª classificata nel Campeonato Brasileiro Série A 2018                                           |
| Cile (4 squadre)      | Dep. Antofagasta (CIL 1)        | 4ª classificata nella Primera División 2018                                                       |
| Cile (4 squadre)      | Colo-Colo (CIL 2)               | 5ª classificata nella Primera División 2018                                                       |
| Cile (4 squadre)      | Unión La Calera (CIL 3)         | 6ª classificata nella Primera División 2018                                                       |
| Cile (4 squadre)      | Unión Española (CIL 4)          | 7ª classificata nella Primera División 2018                                                       |
| Colombia (4 squadre)  | Once Caldas (COL 1)             | 5ª squadra non qualificata nella classifica unita della Categoría Primera A 2018                  |
| Colombia (4 squadre)  | La Equidad (COL 2)              | 6ª squadra non qualificata nella classifica unita della Categoría Primera A 2018                  |
| Colombia (4 squadre)  | Rionegro Águilas (COL 3)        | 7ª squadra non qualificata nella classifica unita della Categoría Primera A 2018                  |
| Colombia (4 squadre)  | Deportivo Cali (COL 4)          | 8ª squadra non qualificata nella classifica unita della Categoría Primera A 2018                  |
| Ecuador (4 squadre)   | Universidad Católica (ECU 1)    | 5ª miglior squadra nella classifica unita della Serie A 2018                                      |
| Ecuador (4 squadre)   | Macará (ECU 2)                  | 6ª miglior squadra nella classifica unita della Serie A 2018                                      |
| Ecuador (4 squadre)   | Independiente del Valle (ECU 3) | 7ª miglior squadra nella classifica unita della Serie A 2018                                      |
| Ecuador (4 squadre)   | Mushuc Runa (ECU 4)             | Vincitore play-off Coppa Sudamericana Serie A 2018                                                |
| Paraguay (4 squadre)  | Sol de América (PAR 1)          | 5ª classificata nella classifica unita della Primera División 2018                                |
| Paraguay (4 squadre)  | Independiente (PAR 2)           | 6ª classificata nella classifica unita della Primera División 2018                                |
| Paraguay (4 squadre)  | Dep. Santaní (PAR 3)            | 7ª classificata nella classifica unita della Primera División 2018                                |
| Paraguay (4 squadre)  | Guaraní (PAR 4)                 | Vincitore Coppa Paraguay 2018                                                                     |
| Perù (4 squadre)      | Deportivo Municipal (PER 1)     | 5ª classificata nella classifica unita del Decentralizado 2018                                    |
| Perù (4 squadre)      | Sport Huancayo (PER 2)          | 6ª classificata nella classifica unita del Decentralizado 2018                                    |
| Perù (4 squadre)      | UTC Cajamarca (PER 3)           | 7ª classificata nella classifica unita del Decentralizado 2018                                    |
| Perù (4 squadre)      | Dep. Binacional (PER 4)         | 8ª classificata nella classifica unita del Decentralizado 2018                                    |
| Uruguay (4 squadre)   | Cerro (URU 1)                   | 3ª classificata nella classifica unita Primera División 2018                                      |
| Uruguay (4 squadre)   | Liverpool (M) (URU 2)           | 4ª classificata nella classifica unita Primera División 2018                                      |
| Uruguay (4 squadre)   | Montevideo Wanderers (URU 3)    | 5ª classificata nella classifica unita Primera División 2018                                      |
| Uruguay (4 squadre)   | River Plate (M) (URU 4)         | 6ª classificata nella classifica unita Primera División 2018                                      |
| Venezuela (4 squadre) | Zulia (VEN 1)                   | Vincitori della Coppa Venezuela 2018                                                              |
| Venezuela (4 squadre) | Mineros (VEN 2)                 | Semifinalista del Torneo Apertura 2018                                                            |
| Venezuela (4 squadre) | Monagas (VEN 3)                 | 4ª classificata nella classifica unita della Primera División 2017                                |
| Venezuela (4 squadre) | Est. Mérida (VEN 4)             | 6ª classificata nella classifica unita della Primera División 2017                                |

| Fase                         | Squadra              | Qualificazione                                                           |
| ---------------------------- | -------------------- | ------------------------------------------------------------------------ |
| Fase a gironi (8 squadre)    | Palestino            | 3ª posizione nel Girone 1 della Coppa Libertadores 2019                  |
| Fase a gironi (8 squadre)    | Deportivo Lara       | 3ª posizione nel Girone 2 della Coppa Libertadores 2019                  |
| Fase a gironi (8 squadre)    | Sporting Cristal     | 3ª posizione nel Girone 3 della Coppa Libertadores 2019                  |
| Fase a gironi (8 squadre)    | Peñarol              | 3ª posizione nel Girone 4 della Coppa Libertadores 2019                  |
| Fase a gironi (8 squadre)    | Atlético Mineiro     | 3ª posizione nel Girone 5 della Coppa Libertadores 2019                  |
| Fase a gironi (8 squadre)    | Melgar               | 3ª posizione nel Girone 6 della Coppa Libertadores 2019                  |
| Fase a gironi (8 squadre)    | Deportes Tolima      | 3ª posizione nel Girone 7 della Coppa Libertadores 2019                  |
| Fase a gironi (8 squadre)    | Universidad Católica | 3ª posizione nel Girone 8 della Coppa Libertadores 2019                  |
| Fase preliminare (2 squadre) | Atlético Nacional    | 1º posto tra le sconfitte nella terza fase della Coppa Libertadores 2019 |
| Fase preliminare (2 squadre) | Caracas              | 2º posto tra le sconfitte nella terza fase della Coppa Libertadores 2019 |

## Prima fase
Alla prima fase partecipano 44 squadre, le quali si sfidano a coppie in due partite di andata e ritorno. Le 22 squadre vincenti accedono alla seconda fase.
| Squadra 1            | Totale          | Squadra 2               | Andata | Ritorno |
| -------------------- | --------------- | ----------------------- | ------ | ------- |
| Montevideo Wanderers | 3 - 1           | Sport Huancayo          | 2 - 0  | 1 - 1   |
| Bahia                | 0 - 1           | Liverpool (M)           | 0 - 1  | 0 - 0   |
| Independiente        | 6 - 2           | Binacional              | 4 - 1  | 2 - 1   |
| Rionegro Águilas     | 2 - 2 (3-0 dtr) | Oriente Petrolero       | 1 - 1  | 1 - 1   |
| Argentinos Juniors   | 2 - 1           | Est. Mérida             | 2 - 0  | 0 - 1   |
| Deportivo Municipal  | 0 - 5           | Colón (SF)              | 0 - 3  | 0 - 2   |
| Unión Española       | 2 - 2 (6-5 dtr) | Mushuc Runa             | 1 - 1  | 1 - 1   |
| UTC Cajamarca        | 2 - 4           | Cerro                   | 1 - 1  | 1 - 3   |
| Dep. Santaní         | 3 - 1           | Once Caldas             | 1 - 1  | 2 - 0   |
| Universidad Católica | 1 - 1 (3-0 dtr) | Colo-Colo               | 0 - 1  | 1 - 0   |
| River Plate (M)      | 1 - 1 (gfc)     | Santos                  | 0 - 0  | 1 - 1   |
| Macará               | 5 - 1           | Guabirá                 | 2 - 1  | 3 - 0   |
| Royal Pari           | 3 - 3 (4-2 dtr) | Monagas                 | 2 - 1  | 1 - 2   |
| Mineros              | 1 - 1 (3-4 dtr) | Sol de América          | 1 - 0  | 0 - 1   |
| Unión La Calera      | 1 - 1 (gfc)     | Chapecoense             | 0 - 0  | 1 - 1   |
| Deportivo Cali       | 1 - 1 (4-1 dtr) | Guarani                 | 1 - 0  | 0 - 1   |
| Nacional Potosí      | 1 - 1 (0-2 dtr) | Zulia                   | 0 - 1  | 1 - 0   |
| Corinthians          | 2 - 2 (5-4 dtr) | Racing Club             | 1 - 1  | 1 - 1   |
| Independiente        | 0 - 0 (3-4 dtr) | La Equidad              | 0 - 0  | 0 - 0   |
| Fluminense           | 2 - 1           | Dep. Antofagasta        | 0 - 0  | 2 - 1   |
| Unión (SF)           | 2 - 2 (2-4 dtr) | Independiente del Valle | 2 - 0  | 0 - 2   |
| Botafogo             | 4 - 0           | Defensa y Justicia      | 1 - 0  | 3 - 0   |

## Seconda fase
Alla seconda fase partecipano le 22 squadre qualificatesi dalla prima fase, a cui si aggregano le 10 squadre provenienti dalla Coppa Libertadores 2019. Come nella prima fase, anche in questa seconda fase le 32 squadre si sfidano in due partite di andata e ritorno. Le 16 squadre vincenti si qualificano agli ottavi di finale del torneo.
| Squadra 1               | Totale          | Squadra 2            | Andata | Ritorno |
| ----------------------- | --------------- | -------------------- | ------ | ------- |
| La Equidad              | 4 - 1           | Dep. Santaní         | 2 - 0  | 2 - 1   |
| Independiente del Valle | 7 - 3           | Universidad Católica | 5 - 0  | 2 - 3   |
| Fluminense              | 4 - 2           | Atlético Nacional    | 4 - 1  | 0 - 1   |
| Unión Española          | 0 - 6           | Sporting Cristal     | 0 - 3  | 0 - 3   |
| Argentinos Juniors      | 1 - 0           | Deportes Tolima      | 1 - 0  | 0 - 0   |
| Montevideo Wanderers    | 1 - 0           | Cerro                | 0 - 0  | 1 - 0   |
| Universidad Católica    | 6 - 0           | Melgar               | 6 - 0  | 0 - 0   |
| Unión La Calera         | 1 - 1 (0-3 dtr) | Atlético Mineiro     | 1 - 0  | 0 - 1   |
| Sol de América          | 0 - 5           | Botafogo             | 0 - 1  | 0 - 4   |
| Rionegro Águilas        | 3 - 4           | Independiente        | 3 - 2  | 0 - 2   |
| Corinthians             | 4 - 0           | Deportivo Lara       | 2 - 0  | 2 - 0   |
| River Plate (M)         | 1 - 3           | Colón (SF)           | 0 - 0  | 1 - 3   |
| Zulia                   | 3 - 1           | Palestino            | 2 - 1  | 1 - 0   |
| Deportivo Cali          | 1 - 3           | Peñarol              | 1 - 1  | 0 - 2   |
| Liverpool (M)           | 1 - 2           | Caracas              | 1 - 0  | 0 - 2   |
| Royal Pari              | 3 - 3 (gfc)     | Macará               | 1 - 0  | 2 - 3   |

## Fase a eliminazione diretta

### Tabellone
|  | Ottavi di finale        | Ottavi di finale              | Ottavi di finale | Ottavi di finale |       |                   | Quarti di finale | Quarti di finale | Quarti di finale | Quarti di finale |  |                         | Semifinali | Semifinali | Semifinali | Semifinali |            |   | Finale | Finale |
|  |                         |                               |                  |                  |       |                   |                  |                  |                  |                  |  |                         |            |            |            |            |            |   |        |        |
|  | Botafogo                | 0                             | 0                | 0                |       |                   |                  |                  |                  |                  |  |                         |            |            |            |            |            |   |        |        |
|  | Atlético Mineiro        | 1                             | 2                | 3                |       |                   |                  |                  |                  |                  |  |                         |            |            |            |            |            |   |        |        |
|  | Atlético Mineiro        | 1                             | 2                | 3                |       | Atlético Mineiro  | 2                | 3                | 5                |                  |  |                         |            |            |            |            |            |   |        |        |
|  |                         |                               |                  |                  |       | Atlético Mineiro  | 2                | 3                | 5                |                  |  |                         |            |            |            |            |            |   |        |        |
|  |                         | La Equidad                    | 1                | 1                | 2     |                   |                  |                  |                  |                  |  |                         |            |            |            |            |            |   |        |        |
|  | Royal Pari              | La Equidad                    | 1                | 1                | 2     | 1                 | 1                | 2                |                  |                  |  |                         |            |            |            |            |            |   |        |        |
|  | Royal Pari              |                               |                  |                  |       | 1                 | 1                | 2                |                  |                  |  |                         |            |            |            |            |            |   |        |        |
|  | La Equidad              | 2                             | 2                | 4                |       |                   |                  |                  |                  |                  |  |                         |            |            |            |            |            |   |        |        |
|  | La Equidad              | 2                             | 2                | 4                |       |                   |                  |                  |                  |                  |  | Atlético Mineiro        | 1          | 2          | 3 (4)      |            |            |   |        |        |
|  |                         |                               |                  |                  |       |                   |                  |                  |                  |                  |  | Atlético Mineiro        | 1          | 2          | 3 (4)      |            |            |   |        |        |
|  |                         | Colón (SF) (dtr)              | 2                | 1                | 3 (3) |                   |                  |                  |                  |                  |  |                         |            |            |            |            |            |   |        |        |
|  | Zulia (gfc)             | Colón (SF) (dtr)              | 2                | 1                | 3 (3) | 1                 | 2                | 3                |                  |                  |  |                         |            |            |            |            |            |   |        |        |
|  | Zulia (gfc)             |                               |                  |                  |       | 1                 | 2                | 3                |                  |                  |  |                         |            |            |            |            |            |   |        |        |
|  | Sporting Cristal        | 0                             | 3                | 3                |       |                   |                  |                  |                  |                  |  |                         |            |            |            |            |            |   |        |        |
|  | Sporting Cristal        | 0                             | 3                | 3                |       | Zulia             | 1                | 0                | 1                |                  |  |                         |            |            |            |            |            |   |        |        |
|  |                         |                               |                  |                  |       | Zulia             | 1                | 0                | 1                |                  |  |                         |            |            |            |            |            |   |        |        |
|  |                         | Colón (SF)                    | 0                | 4                | 4     |                   |                  |                  |                  |                  |  |                         |            |            |            |            |            |   |        |        |
|  | Colón (SF) (dtr)        | Colón (SF)                    | 0                | 4                | 4     | 0                 | 1                | 1 (4)            |                  |                  |  |                         |            |            |            |            |            |   |        |        |
|  | Colón (SF) (dtr)        |                               |                  |                  |       | 0                 | 1                | 1 (4)            |                  |                  |  |                         |            |            |            |            |            |   |        |        |
|  | Argentinos Juniors      | 1                             | 0                | 1 (3)            |       |                   |                  |                  |                  |                  |  |                         |            |            |            |            |            |   |        |        |
|  | Argentinos Juniors      | 1                             | 0                | 1 (3)            |       |                   |                  |                  |                  |                  |  |                         |            |            |            |            | Colón (SF) | 1 |        |        |
|  |                         |                               |                  |                  |       |                   |                  |                  |                  |                  |  |                         |            |            |            |            |            | 1 |        |        |
|  |                         | Independiente del Valle       | 3                |                  |       |                   |                  |                  |                  |                  |  |                         |            |            |            |            |            |   |        |        |
|  | Independiente (gfc)     | Independiente del Valle       | 3                | 1                | 2     | 3                 |                  |                  |                  |                  |  |                         |            |            |            |            |            |   |        |        |
|  | Independiente (gfc)     |                               |                  | 1                | 2     | 3                 |                  |                  |                  |                  |  |                         |            |            |            |            |            |   |        |        |
|  | Universidad Católica    | 0                             | 3                | 3                |       |                   |                  |                  |                  |                  |  |                         |            |            |            |            |            |   |        |        |
|  | Universidad Católica    | 0                             | 3                | 3                |       | Independiente     | 2                | 0                | 2                |                  |  |                         |            |            |            |            |            |   |        |        |
|  |                         |                               |                  |                  |       | Independiente     | 2                | 0                | 2                |                  |  |                         |            |            |            |            |            |   |        |        |
|  |                         | Independiente del Valle (gfc) | 1                | 1                | 2     |                   |                  |                  |                  |                  |  |                         |            |            |            |            |            |   |        |        |
|  | Caracas                 | Independiente del Valle (gfc) | 1                | 1                | 2     | 0                 | 0                | 0                |                  |                  |  |                         |            |            |            |            |            |   |        |        |
|  | Caracas                 |                               |                  |                  |       | 0                 | 0                | 0                |                  |                  |  |                         |            |            |            |            |            |   |        |        |
|  | Independiente del Valle | 0                             | 2                | 2                |       |                   |                  |                  |                  |                  |  |                         |            |            |            |            |            |   |        |        |
|  | Independiente del Valle | 0                             | 2                | 2                |       |                   |                  |                  |                  |                  |  | Independiente del Valle | 2          | 2          | 4          |            |            |   |        |        |
|  |                         |                               |                  |                  |       |                   |                  |                  |                  |                  |  | Independiente del Valle | 2          | 2          | 4          |            |            |   |        |        |
|  |                         | Corinthians                   | 0                | 2                | 2     |                   |                  |                  |                  |                  |  |                         |            |            |            |            |            |   |        |        |
|  | Corinthians             | Corinthians                   | 0                | 2                | 2     | 2                 | 2                | 4                |                  |                  |  |                         |            |            |            |            |            |   |        |        |
|  | Corinthians             |                               |                  |                  |       | 2                 | 2                | 4                |                  |                  |  |                         |            |            |            |            |            |   |        |        |
|  | Montevideo Wanderers    | 0                             | 1                | 1                |       |                   |                  |                  |                  |                  |  |                         |            |            |            |            |            |   |        |        |
|  | Montevideo Wanderers    | 0                             | 1                | 1                |       | Corinthians (gfc) | 0                | 1                | 1                |                  |  |                         |            |            |            |            |            |   |        |        |
|  |                         |                               |                  |                  |       | Corinthians (gfc) | 0                | 1                | 1                |                  |  |                         |            |            |            |            |            |   |        |        |
|  |                         | Fluminense                    | 0                | 1                | 1     |                   |                  |                  |                  |                  |  |                         |            |            |            |            |            |   |        |        |
|  | Peñarol                 | Fluminense                    | 0                | 1                | 1     | 1                 | 1                | 2                |                  |                  |  |                         |            |            |            |            |            |   |        |        |
|  | Peñarol                 |                               |                  |                  |       | 1                 | 1                | 2                |                  |                  |  |                         |            |            |            |            |            |   |        |        |
|  | Fluminense              | 2                             | 3                | 5                |       |                   |                  |                  |                  |                  |  |                         |            |            |            |            |            |   |        |        |

### Ottavi di finale
| Squadra 1     | Totale          | Squadra 2               | Andata | Ritorno |
| ------------- | --------------- | ----------------------- | ------ | ------- |
| Royal Pari    | 2 - 4           | La Equidad              | 1 - 2  | 1 - 2   |
| Botafogo      | 0 - 3           | Atlético Mineiro        | 0 - 1  | 0 - 2   |
| Zulia         | 3 - 3 (gfc)     | Sporting Cristal        | 1 - 0  | 2 - 3   |
| Colón (SF)    | 1 - 1 (4-3 dtr) | Argentinos Juniors      | 0 - 1  | 1 - 0   |
| Caracas       | 0 - 2           | Independiente del Valle | 0 - 0  | 0 - 2   |
| Independiente | 3 - 3 (gfc)     | Universidad Católica    | 1 - 0  | 2 - 3   |
| Peñarol       | 2 - 5           | Fluminense              | 1 - 2  | 1 - 3   |
| Corinthians   | 3 - 2           | Montevideo Wanderers    | 2 - 0  | 1 - 2   |

### Quarti di finale
| Squadra 1        | Totale      | Squadra 2               | Andata | Ritorno |
| ---------------- | ----------- | ----------------------- | ------ | ------- |
| Atlético Mineiro | 5 - 2       | La Equidad              | 2 - 1  | 3 - 1   |
| Independiente    | 2 - 2 (gfc) | Independiente del Valle | 2 - 1  | 0 - 1   |
| Corinthians      | 1 - 1 (gfc) | Fluminense              | 0 - 0  | 1 - 1   |
| Zulia            | 1 - 4       | Colón (SF)              | 1 - 0  | 0 - 4   |

### Semifinali
| Squadra 1   | Totale          | Squadra 2               | Andata | Ritorno |
| ----------- | --------------- | ----------------------- | ------ | ------- |
| Colón (SF)  | 3 - 3 (4-3 dtr) | Atlético Mineiro        | 2 - 1  | 1 - 2   |
| Corinthians | 2 - 4           | Independiente del Valle | 0 - 2  | 2 - 2   |

### Finale
| Arbitro: | Raphael Claus |

|                                   |           |             |
| León 24’ Sánchez 41’ Dájome 90+5’ | Marcatori | 88’ Olivera |

## Statistiche

### Individuali

#### Classifica marcatori
| Gol |  |  | Giocatore             | Squadra                 |
| --- |  |  | --------------------- | ----------------------- |
| 5   |  |  | Silvio Romero         | Independiente           |
| 4   |  |  | Alejandro Cabeza      | Independiente del Valle |
| 4   |  |  | Cristian Dájome       | Independiente del Valle |
| 4   |  |  | Erik                  | Botafogo                |
| 4   |  |  | Brayan Moya           | Zulia                   |
| 4   |  |  | Luis Miguel Rodríguez | Colón (SF)              |
| 4   |  |  | Vágner Love           | Corinthians             |